# West Midlands (Metropolitan County)
West Midlands ist ein Metropolitan County im Zentralwesten Englands. Das County gehört zu der wesentlich größeren Region West Midlands und grenzt an Warwickshire, Worcestershire und Staffordshire. Die West Midlands sind eine großstädtische Grafschaft und ein zusammenhängendes Verwaltungsgebiet mit einer geschätzten Einwohnerzahl von 2.916.458 im Jahr 2018. Damit sind sie nach dem Großraum London die zweitbevölkerungsreichste englische Provinz. Zu West Midlands gehören die Metropolitan Boroughs Birmingham, Wolverhampton, Coventry, Dudley, Sandwell, Solihull und Walsall.

## Geschichte und Verwaltung
Das Metropolitan County West Midlands wurde 1974 im Zuge der Kommunalreform neu gebildet. Zuvor gehörten Birmingham und Coventry zu Warwickshire, Wolverhampton und einige andere Teile zu Staffordshire und weitere Gebietsteile zu Worcestershire. Der Rat der Grafschaft (county council) wurde 1986 aufgelöst; seine Verwaltungsaufgaben wurden im Wesentlichen auf die Metropolitan Boroughs übertragen. Einige Aufgaben nehmen die Boroughs durch Gemeinschaftsorganisationen wahr (beispielsweise Feuerwehr, Polizei, Personentransport).
West Midlands ist weiterhin eine zeremonielle Grafschaft mit einem Lord Lieutenant als persönlichem Repräsentanten des britischen Monarchen.

## Orte
- Aldridge, Allesley
- Balsall Common, Bloxwich, Bilston, Birmingham, Blackheath, Brierley Hill
- Catherine-de-Barnes, Coventry
- Dorridge, Dudley
- Halesowen, Hampton-in-Arden
- Kingswinford
- Marston Green, Meriden
- Oldbury
- Pennfields
- Quinton
- Rowley Regis
- Sedgley, Smethwick, Solihull, Stourbridge, Sutton Coldfield
- Tipton
- Walsall, Wednesfield, Wednesbury, West Bromwich, Willenhall, Wolverhampton

## Sehenswürdigkeiten
- Aston Hall, Birmingham
- Birmingham Museum & Art Gallery
- Black Country Living Museum
- Cadbury World, Museum der Marke Cadbury die für ihre Schokolade bekannt ist
- Coventry Cathedral
- Coventry Market
- Delph Locks
- Dudley Castle
- Dudley Zoo and Castle
- Cheylesmore Manor House
- Coventry Transport Museum
- Herbert Art Gallery and Museum
- Lychgate Cottages
- Molineux Stadium
- Netherton tunnel
- Oak House Museum, West Bromwich
- Perrott's Folly
- Sarehole Mill
- The Hawthorns
- The Locksmith House Museum
- The National Motorcycle Museum
- The Weaver’s House, Coventry
- Villa Park
- Wightwick Manor
- Wolverhampton Art Gallery

## Sport
Die West Midlands sind die Heimat zahlreicher professioneller Sportmannschaften. In der Rugby Union sind in den West Midlands verschiedene Vereine beheimatet, darunter der Wasps RFC, die Birmingham Barbarians, der Sutton Coldfield RFC, der Moseley Rugby Football Club, der Birmingham & Solihull RFC und der Coventry RFC. In der Rugby League sind die Coventry Bears das einzige Team aus der Gegend, das in den Profistufen spielt, derzeit in der Third Tier League 1. Im Fußball gibt es sechs Premier-League- und Football-League-Teams in der Provinz, von denen drei, Aston Villa, West Bromwich Albion und Wolverhampton Wanderers, in der Premier League spielen. Zu den West Midlands „Big Six“ gehören außerdem Birmingham City, Coventry City und Walsall.